# Every Rose Has Its Thorn
Singles de Poison
Fallen Angel
(1988) Your Mama Don't Dance
(1989)
Every Rose Has Its Thorn est le nom d'une ballade du groupe de glam metal Poison. Elle a été réalisée en octobre 1988 en tant que second single de l'album Open Up and Say... Ahh!. Il s'agit du seul single #1 du groupe aux États-Unis, une position atteinte la veille de Noël 1988 et à laquelle il se maintient pendant 3 semaines. Le titre se classe aussi #13 au Royaume-Uni. "Every Rose Has Its Thorn" fut citée dans les classements suivants: #34 des "100 Greatest Songs of the 80's"   et #100 des "100 Greatest Love Songs" sur VH1 et #7 sur les "Top 25 Power Ballads" de MTV.
Elle a été reprise par Miley Cyrus, figurant sur l'album Can't Be Tamed, sorti en 2010.
Et Travis Cormier 2017

## Historique et caractéristiques
La chanson démarre en douceur et contient deux solos de guitare, l'un rapide et l'autre plus lent. À la même époque, Poison jouait régulièrement dans un bar de cowboys de Dallas, "The Ritz", d'où les références aux cowboys dans la chanson, et l'accent adopté par Bret Michaels pour lui donner une résonance plus "country" que celle des power ballads de l'époque.
Dans un entretien accordé à VH1, Bret Michaels explique que l'inspiration pour ce titre lui est venue d'une nuit au cours de laquelle il attendait, assis dans une laverie automatique, que ses vêtements sèchent. Il a alors téléphoné à sa petite amie de l'époque. En entendant une voix masculine pendant la conversation, il se rend compte que la jeune femme (une dénommée Tracy Lewis) le trompe avec un autre homme. Michaels revient alors dans la laverie et compose les paroles d'"Every Rose Has Its Thorn" en quelques minutes.